# 小林麻耶のTBSチャンネルガイド
『小林麻耶のTBSチャンネルガイド』（こばやしまやのTBSチャンネルガイド）は、CS放送のTBSチャンネルで2005年3月16日（2005年4月号）から2006年10月15日（2006年10月号）に不定期で放送されていた番組である。

## 概要
- 当時TBSテレビのアナウンサーだった小林麻耶がTBSチャンネルの番組宣伝を行う番組。
- 電子番組ガイドなどでは『小林麻耶のTBSチャンネルガイド○月号』（○には月が入る、放送は前月16日から）となっていたが、実際には『マーヤのチャンネルニュース』と『小林麻耶のレギュラー番組ガイド』の2番組であった。放送時間が10分間ならば前者のみ、20分間ならば両方とも放送。
- 両番組ともTBS放送センターの3階Fスタジオで収録されていた。また、スタジオはCG合成。そのため、豪華なスタジオに見えるが、実際は青一色の幕が張られただけの殺風景な場所であり、いわゆるクロマキー合成で収録されていた。
- ナレーションはARCHE。
- 2006年3月より、1周年記念として、NGやハプニングシーンを集めた『小林麻耶のTBSチャンネルガイドNG集』（PART1）が不定期で放送。さらに2006年9月からは、PART1が好評だったため『小林麻耶のTBSチャンネルガイドNG集 PART2』が不定期で放送された。このPART2の放送で番組の卒業を発表した。
- 2006年11月号（10月16日～）より出演者が後輩アナウンサーの出水麻衣に交代。番組も『出水麻衣のTBSチャンネルガイド』としてリニューアルした。

## マーヤのチャンネルニュースについて
- 小林麻耶が「マーヤ」として、ミツバチの格好でハート型の指し棒を持って出演。
- 最新作のオリジナル番組や名作ドラマ、音楽ライブ、スポーツ中継などの解説や予告映像を放送。また、「マーヤのカミングスーン」として、翌月のオススメ番組を紹介。
- 2005年4月号～2006年3月号までは白い服だったが、2006年4月号からは黄色い服になった。

## 小林麻耶のレギュラー番組ガイドについて
- 小林麻耶が毎月コスプレをして出演。
- TBSチャンネルで放送されている、定番ドラマ・バラエティーなどの人気レギュラー番組の紹介。

### コスプレの衣装
- 2005年
  - 11月号　教師
  - 12月号　サンタクロース
- 2006年
  - 1月号　スキーヤー
  - 2月号　秘書
  - 3月号　ハイカラさん
  - 4月号　バスガイド
  - 5月号　チャイナドレス
  - 6月号　ウェディングドレス
  - 7月号　キャンペーンガール
  - 8月号　浴衣
  - 9月号　ハイホーさん？（アルプスの花売り娘風）
  - 10月号　ロリータファッション

## スタッフ
- プロデューサー：矢島公紀